# Ronde van Groot-Brittannië 1989
De Kellogg's Tour of Britain 1989 was een wielerkoers in Groot-Brittannië, die werd gehouden van dinsdag 29 augustus tot en met zondag 3 september 1989. Het was de derde editie van deze meerdaagse profwielerronde onder deze naam, die later verderging onder de namen Prudential Tour en Tour of Britain (Nederlands: Ronde van Groot-Brittannië). In totaal reden 82 renners de ronde uit. Remig Stumpf won het puntenklassement, Sean Kelly schreef het bergklassement op zijn naam.

## Etappe-overzicht
| etappe  | datum       | start       | finish      | afstand | winnaar         | klassementsleider |
| ------- | ----------- | ----------- | ----------- | ------- | --------------- | ----------------- |
| Proloog | 29 augustus | Dundee      | Dundee      | 2.7 km  | Malcolm Elliott | Malcolm Elliott   |
| 1e      | 30 augustus | Dundee      | Glasgow     | 188 km  | Remig Stumpf    | ???               |
| 2e      | 31 augustus | Manchester  | Liverpool   | 116 km  | Phil Anderson   | ???               |
| 3e      | 1 september | Chester     | Birmingham  | 169 km  | Remig Stumpf    | ???               |
| 4e      | 2 september | Birmingham  | Cardiff     | 227 km  | Mauro Gianetti  | ???               |
| 5e      | 3 september | Westminster | Westminster | 100 km  | Remig Stumpf    | Robert Millar     |

## Eindklassementen

### Algemeen klassement
| Kellogg's Tour of Britain 1989 |                  |       |           |
| Plaats                         | Naam             | Ploeg | Tijd      |
| Gele trui                      | Robert Millar    |       | 20u45'10" |
| 2                              | Mauro Gianetti   |       | +00' 08"  |
| 3                              | Remig Stumpf     |       | +04' 22"  |
| 4                              | Martin Earley    |       | +04' 34"  |
| 5                              | Malcolm Elliott  |       | +04' 45"  |
| 6                              | Paul Curran      |       | +04' 57"  |
| 7                              | Phil Anderson    |       | +04' 59"  |
| 8                              | Guido Winterberg |       | +05' 04"  |
| 9                              | Sean Kelly       |       | +05' 06"  |
| 10                             | Jaanus Kuum      |       | z.t.      |
|                                |                  |       |           |
| 15                             | Marcel Arntz     |       | +06' 18"  |

1987 · 
1988 · 
1989 · 
1990 · 
1991 · 
1992 · 
1993 · 
1994 · 
1995 · 
1996 · 
1997 · 
1998 · 
1999 · 
2000 · 
2001 · 
2002 · 
2003 · 
2004 · 
2005 · 
2006 · 
2007 · 
2008 · 
2009 · 
2010 · 
2011 · 
2012 · 
2013 · 
2014 · 
2015 · 
2016 ·
2017 · 
2018 ·
2019 ·
2020 · 
2021 · 
2022 · 
2023 · 
2024 ·